# Савич Віталій Григорович
Віта́лій Григо́рович Са́вич — український військовослужбовець, підполковник Збройних Сил України, учасник російсько-української війни. Герой України (2022).

## Життєпис
Учасник АТО/ООС.

### Російське вторгнення в Україну 2022
24 лютого 2022 року підполковник Віталій Савич під час бойового вильоту в районі Гостомеля Київської області завдав ураження живій силі противника та вертольоту Ка-52. Був підбитий, але зумів посадити машину та надати медичну допомогу пораненому побратимові. У березні на Київщині неодноразово завдавав ударів по противнику, уражаючи живу силу, техніку та позиції.
19 січня 2024 року під час церемонії у Маріїнському палаці Президент України Володимир Зеленський вручив 30 сертифікатів на отримання квартир військовослужбовцям Сил оборони, яким присвоєно звання Героя України, та родинам полеглих Героїв; один із сертифікатів було вручено підполковнику Віталію Савичу. 
Віталій Савич став одним з героїв документального фільму Олександра Стратієнка «Підйомна сила», в якому на прикладі реальних бойових завдань показано, як працює українська армійська авіація (прем'єра відбулася в Києві 8 жовтня 2024 року).

## Нагороди
- звання Герой України з врученням ордена «Золота Зірка» (2022) — за особисту мужність і героїзм, виявлені у захисті державного суверенітету та територіальної цілісності України, вірність військовій присязі[4].